# Audubon (Minnesota)
Audubon é uma cidade localizada no estado americano de Minnesota, no Condado de Becker.

## Demografia
Segundo o censo americano de 2000, a sua população era de 445 habitantes. 
Em 2006, foi estimada uma população de 459, um aumento de 14 (3.1%).

## Geografia
De acordo com o United States Census Bureau tem uma área de 
1,5 km², dos quais 1,5 km² cobertos por terra e 0,0 km² cobertos por água. Audubon localiza-se a aproximadamente 418 m acima do nível do mar.

## Localidades na vizinhança
O diagrama seguinte representa as localidades num raio de 28 km ao redor de Audubon. 